# Ongul Oki-no-sima
Ongul Oki-no-sima är en ö i Antarktis. Den ligger i havet utanför Östantarktis. Norge gör anspråk på området.